# La città delle dame
La città delle dame è un'opera allegorica in francese medio, scritta da Christine de Pizan tra il 1404 e il 1405.
Con essa l'autrice e co-narratrice del libro assume le difese del sesso femminile confutando le tesi della tradizione misogina, attraverso le argomentazioni esposte da tre dame - Ragione, Giustizia e Virtù - e la presentazione di una galleria di figure femminili del passato e della contemporaneità distintesi per virtù, sapere e talento.
Le vite e gli esempi di queste donne virtuose costituiscono le fondamenta e le pietre su cui gradualmente prenderà forma una simbolica città, una "città per sé" e per una "comunità femminile ideale", eretta a baluardo contro i detrattori delle donne.
La città delle dame, «la prima opera di una donna in elogio della donna», conobbe una grande popolarità tra i contemporanei di Pizan ed ebbe una notevole influenza nell'avvio della cosiddetta «querelle des femmes» nella Francia della metà del XV secolo; per la sua difesa delle donne e la rilettura della tradizione e della storia da un punto di vista femminile è stata definita «il veicolo attraverso il quale si sviluppò la maggior parte del primo pensiero femminista».
In Italia il libro, curato da Patrizia Caraffi, è stato tradotto per la prima volta nel 1997 con edizione del testo originale a fronte edito da Earl Jeffrey Richards.

## Struttura dell'opera
L'opera, a struttura dialogica, è composta da tre libri, a loro volta suddivisi in capitoli. Nel primo libro (capp. I-XLVIII), dopo l'apparizione all'autrice delle tre dame allegoriche e la loro breve presentazione con l'annuncio dei compiti che intendono assolvere, la prima dama, Ragione, dà avvio all'edificazione delle fondamenta della città con le regine e le guerriere e l'innalzamento delle mura di cinta con le donne di sapere. Nel secondo (capp. I-LXIX), Rettitudine costruisce i palazzi, le strade e le torri e popola la città con le donne famose per le loro virtù e la loro nobiltà d'animo. Nel terzo (capp. I-XIX), Giustizia porta a compimento l'opera accogliendo la Vergine Maria e le sante che andranno ad abitarvi.
Le tre tappe in cui Pizan costruisce la città sono state interpretate come una metafora architettonica del modo in cui l'autrice intende strutturare e modificare la conoscenza: lo scavo iniziale del "campo delle lettere" simboleggia la sfida posta alle opinioni convenzionali; la fondazione della città e delle sue mura rappresenta la raccolta di nuove informazioni; l'edificazione dei palazzi e l'introduzione degli abitanti, l'opera di ricostruzione del sapere.
L'impianto del libro è fondato sulla conversazione dell'autrice con figure allegoriche, un modello popolare nell'iconografia e nei testi medievali, reinterpretato da Pizan nella funzione assegnata alle tre dame di recuperare dall'oblio, con i loro racconti, le vite e le qualità di donne virtuose trascurate e dimenticate dalla storia e di mettere in risalto, attraverso esempi femminili positivi e la padronanza della tradizione letteraria da parte dell'autrice, l'affinità tra le donne e il sapere.

### Libro primo
(Christine de Pizan, La città delle dame, Libro primo, cap. XXXVIII, p. 183)
Il libro si apre con un'immagine di solitudine e di turbamento: l'autrice si descrive nella sua stanza, circondata da libri, in una pausa di studio durante la quale, volendosi distrarre, inizia la lettura di "uno strano libro" di cui non ricorda la provenienza. Si tratta del Liber lamentationum del chierico Mateolo, un trattato in latino del XIII secolo dal contenuto misogino, una sorta di raccolta di giudizi ed esempi negativi della vita matrimoniale. Dalla sua lettura, si rende conto della larga diffusione e popolarità di trattati nei quali le donne vengono ritratte come creature predisposte al vizio e fonte di ogni male. Dando credito a quanto affermato da un così consistente numero di autori e intellettuali illustri, pur non rilevando questi difetti nelle donne che la circondano, viene indotta a disprezzare se stessa e il proprio sesso "come un mostro generato dalla natura", disperandosi di essere nata "in un corpo di donna".

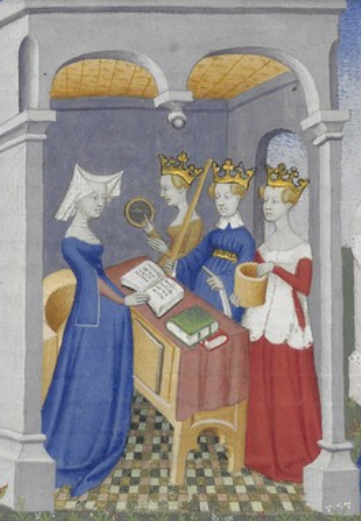
Città delle dame. Libro primo, Cristina e le tre dame. Dettaglio. Ms. fr. 607, 1400-1410

Mentre è vinta dalla vergogna e in preda alle lacrime a causa di queste amare considerazioni, le appaiono in un fascio di luce tre donne "incoronate, dal portamento maestoso" che la rassicurano dichiarando di essere inviate dalla Provvidenza per consolarla, grazie al "grande amore che hai per la ricerca della verità, che persegui con lo studio continuo, per il quale sei venuta qui, in solitudine e lontana dal mondo"; è loro intenzione porre fine ai suoi turbamenti illuminandola e sottraendola all'ignoranza che la sta accecando e che la porta a "fare proprie le opinioni altrui" e a dare loro fede anche se fondate sull'errore.
La seconda ragione per cui si sono presentate al suo cospetto è fare in modo che le dame e le donne di merito, per tanto tempo abbandonate e lasciate indifese, abbiano "un luogo in cui potersi rifugiare e difendere contro così tanti assalitori". Le tre dame esortano l'autrice del libro - che nei dialoghi viene chiamata con il suo nome proprio, Cristina - a prendere le difese del suo sesso e a costruire con il loro aiuto una "città delle dame" che - al contrario del regno delle Amazzoni - non sarà mai stata distrutta e prospererà per sempre, nonostante i suoi numerosi nemici.
La prima dama, "Dama Ragione", che tiene nella mano destra uno specchio incorniciato da pietre preziose, con il quale "chiunque vi si guardi può conoscere il proprio essere fino in fondo", provvederà a fortificarla erigendo profonde fondamenta, costruite con materiale resistente e duraturo, mura spesse e bastioni alti e forti.
La seconda dama, Rettitudine, ha il compito di disegnare e costruire templi, palazzi, case, strade e piazze, rendendo abitabile la città; per fare questo si servirà della retta luminosa tenuta nella mano destra "a guisa di scettro".
La terza dama, Giustizia, recante una coppa d'oro nella mano destra per "misurare ciò che è dovuto a ognuno", completerà la città, costruendo le cime delle torri e conducendo ad abitarvi "la Regina, accompagnata da dame nobilissime": delle tre dame, "ciò che la prima dispone, l'altra ordina e mette in opera" e la terza perfeziona e porta a termine.
Dopo le presentazioni, la prima dama dà avvio al lavoro di costruzione della città nel Campo delle Lettere, in una piana grande e fertile, dando istruzioni a Cristina, narratrice e nominata responsabile dell'edificazione della città, perché proceda allo scavo di un fossato con la zappa della sua intelligenza. Gli strati di pietre e detriti estratti dalla terra e portati via rappresentano i pregiudizi che pesano sulle donne, definiti ingiusti da Dama Ragione perché indiscriminati e dettati da invidia, piacere del pettegolezzo, disonestà.
Cristina passa in rassegna diversi autori che nei loro scritti hanno denigrato le donne - Ovidio, Cecco d'Ascoli, Cicerone, Catone - e Dama Ragione ne confuta le diverse affermazioni sostenendo che esse nulla hanno a che vedere con la natura e con l'evento della creazione, essendo uomo e donna nati dalla stessa volontà divina. Ragione afferma che Dio non ha mai nutrito alcuna riprovazione nei confronti del genere femminile, e porta ad esempio l'annuncio della Resurrezione affidato ad una donna, Maria Maddalena, aggiungendo che Dio ha disposto che "l'uomo e la donna lo servano in maniera diversa e che si aiutino e si confortino reciprocamente, l'uno compagno dell'altra, ognuno in ciò che gli è destinato, e ha dato ad ogni sesso una natura e inclinazioni diverse, secondo i rispettivi compiti."
Rispondendo ad una domanda postale da Cristina, dama Ragione precisa che se le donne sono escluse dall'amministrazione della giustizia è perché gli uomini possono intervenire con la forza delle armi qualora le leggi non vengano rispettate, ma ciò non significa che le donne non siano in grado di esercitare il diritto, diventare filosofe, intervenire nella politica o gestire il potere; a tal fine cita gli esempi di donne del passato che hanno assunto responsabilità di governo, come l'imperatrice Nicaula e alcune regine e principesse di Francia. Né la minore forza fisica posseduta dalle donne rispetto agli uomini, la maggiore fragilità del loro corpo, comportano l'assenza di "forza, coraggio e ardimento" necessari a compiere grandi imprese.
A sostegno di questa affermazione presenta a Cristina decine di esempi di donne che si sono distinte nella storia per le loro virtù guerriere, per il loro ingegno e per la loro saggezza; le donne guerriere formeranno le fondamenta della città, alla cui costruzione Dama Ragione chiama Cristina a collaborare, indicandole di usare come cazzuola la propria penna.
All'edificazione delle fondamenta segue quella delle mura di cinta, rappresentate da donne che nella storia si sono distinte per il loro sapere e le loro capacità intellettuali nel campo delle scienze e dell'arte, perché "l'intelligenza delle donne è simile a quella degli uomini": "Se ci fosse l'usanza di mandare le bambine a scuola e di insegnare loro le scienze come si fa con i bambini, imparerebbero altrettanto bene e capirebbero le sottigliezze di tutte le arti, così come essi fanno".
La galleria di figure femminili descritte nel Libro primo comprende oltre quaranta donne, dalla regina di Saba, erede dei faraoni, che governò con saggezza, ristabilendo la legge e l'ordine, a Lavinia, regina dei Laurentini, andata in sposa ad Enea e divenuta celebre per la sua prudenza.

#### Donne citate
Le seguenti donne sono citate nel Libro primo della Città delle Dame; il numero romano che le precede indica il capitolo in cui si trovano:
- X. Maria Maddalena
- XII. Imperatrice Nicaula
- XIII, XXIII. Fredegonda
- XIII. Bianca di Castiglia
- XIII. Giovanna d'Évreux
- XIII. Bianca di Francia
- XIII. Maria di Blois-Châtillon
- XIII. Caterina di Vendôme
- XV. Semiramide
- XVI-XVII-XVIII-XIX. Amazzoni: Lampedo, Marpesia, Sinoppe, Tamiride,[30] Menalippe, Ippolita, Ortizia, Pentesilea
- XX. Zenobia
- XXI. Artemisia[31]
- XXII. Lilia, madre di Teodorico
- XXIV. Camilla, regina dei Volsci
- XXV. Berenice di Cappadocia
- XXVI. Clelia
- XXVIII. Cornificia
- XXIX. Faltonia Betizia Proba
- XXX. Saffo
- XXX. Leonzia
- XXXI. Manto, sorella di Tiresia
- XXXII. Medea
- XXXII. Circe
- XXXIII. Carmenta
- XXXIV. Minerva
- XXXV, XXXVIII. Cerere
- XXXVI. Iside
- XXXIX. Aracne
- XL. Panfila
- XLI. Tamara
- XLI. Irene
- XLI. Marzia
- XLI. Anastasia, miniaturista parigina[32]
- XLII. Sempronia
- XLV. Gaia Cirilla
- XLV. Didone
- XLVI. Opi
- XLVIII. Lavinia

### Libro secondo
(Christine de Pizan, La città delle donne, Libro secondo, cap. XLIV, p. 329)

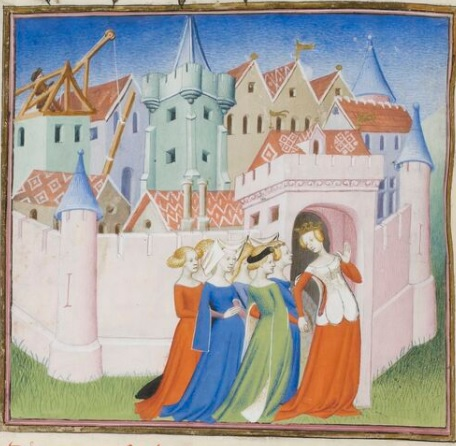
Christine de Pizan, Città delle dame, Libro secondo, Ingresso delle dame nella città. Ms, BnF fr 1178 (1413-1414)

A mura edificate, nel Libro secondo Dama Rettitudine avvia l'opera di costruzione degli edifici e dei palazzi della città con l'aiuto di Cristina, alla quale chiede di intervenire con gli attrezzi di cui dispone, mescolando la malta del suo calamaio e la forza della sua penna. Le prime donne illustri che vi abiteranno stabilmente, e di cui Rettitudine racconta la storia, sono le profetesse, come le Sibille e Cassandra, seguite dalle donne che dimostrarono devozione verso i loro genitori.
Mentre costruiscono, Cristina e Rettitudine discutono dell'istituzione del matrimonio, confutando le tesi sostenute dalla letteratura misogamica, molto popolare all'epoca, che la vita coniugale sia dura da sopportare "per colpa dell'impetuosità delle donne e del loro fare collerico e molesto". Rettitudine corregge queste idee sbagliate con esempi di donne che hanno amato i loro mariti e hanno agito in modo virtuoso, sottolineando che "molte brave donne sono brutalmente maltrattate dai loro mariti" e che quella minima parte di donne che si comportano con malvagità nei confronti di questi "agiscono contro la loro natura".
Rettitudine, su richiesta di Cristina, passa successivamente a confutare l'idea, diffusa in diversi testi, dell'inutilità o della perniciosità del matrimonio, citando in particolare gli scritti di Teofrasto e di Valerio, secondo i quali l'uomo saggio non dovrebbe prendere moglie "perché fonte di troppi problemi, poco amore e molte chiacchiere"; a loro avviso, un fedele domestico sarebbe migliore di una sposa, più onerosa da mantenere. A queste considerazioni, e all'accusa che le donne non amerebbero gli uomini di scienza e gli intellettuali, Rettitudine risponde presentando storie di mogli devote e amorevoli e di donne sagge, coniugi di filosofi.
Esamina inoltre l'opinione diffusa che non sia un bene che le donne apprendano le lettere, sostenendo i benefici che derivano, anche per il sesso femminile, dalla conoscenza della retorica, dell'eloquenza, del diritto, delle dottrine morali che insegnano la virtù, e ribatte all'accusa che le donne sarebbero poco caste ricordando, oltre a modelli storici di morigeratezza femminile, i frequenti casi in cui le donne sono state vittime di maldicenze, minacce e violenze da parte degli uomini, i quali non esitano a sostenere che "a loro non dispiace essere violentate".
Per quanto riguarda il biasimo riservato alle donne per la loro presunta incostanza, volubilità, fragilità, Rettitudine citando esempi di uomini, principi e imperatori che si macchiarono di malvagità e condotte ben peggiori senza venire per questo condannati, rivolgendosi a Cristina ribatte: "Con tanti re malvagi di paesi diversi, imperatori sleali, papi eretici e prelati senza fede e pieni di cupidigia, tutti gli anticristo futuri, sarai d'accordo che gli uomini devono solo tacere e le donne dovrebbero benedire e lodare Dio che ha affidato il tesoro delle loro anime in corpi femminili".
Il suo intervento si chiude con un omaggio alle "principesse e dame di Francia" viventi, indicate ad esempio per le loro virtù, nobiltà d'animo e saggezza, e con il passaggio di consegne alla "sorella Giustizia" perché completi l'opera.

#### Donne citate
Nel Libro secondo sono narrate le storie e/o citate le seguenti donne:
- I-III Le dieci Sibille: Persica, Libica, Delfica, Cimmeria, Eritrea, Samia, Cumana, Ellespontica, Frigia, Tiburtina
- IV. Debora
- IV. Elisabetta
- IV. Anna
- IV. Regina di Saba
- V. Cassandra
- V. Basina
- V. Nicostrata
- VI Teodora
- VIII. Dripetrua[43]
- VIII. Isifile
- IX. Claudia, vestale
- XI. Donna romana
- XI. Griselda[44]
- XIV. Ipsicratea
- XV. Triaria
- XVI. Artemisia[31]
- XVII. Argia
- XVIII. Agrippina
- XIX. Giulia
- XX. Emilia Terzia
- XXI. Santippe
- XXII. Pompea Paolina
- XXIII, XLIII. Sulpicia[45]
- XXIV. Donne dei Mini che salvarono i loro mariti dalla morte[46]
- XXV. Porzia
- XXVI. Curia
- XXVIII. Cornelia Metella
- XXVIII. Andromaca
- XXIX. Antonina
- XXIX. Statira II
- XXX. Maria
- XXX. Bithia (Termutis)
- XXXI. Giuditta
- XXXII. Esther
- XXXIII. Donne sabine
- XXXIV. Veturia
- XXXV. Clotilde
- XXXV. Catulla, che seppellì San Dionigi
- XXXV. Genoveffa di Parigi
- XXXVI. Ortensia
- XXXVI. Novella D'Andrea
- XXXVII. Susanna
- XXXVIII. Sara
- XXXIX. Rebecca
- XL. Ruth
- XLI. Penelope
- XLII. Marianna
- XLIII. Antonia, moglie di Druso
- XLIV, LXIV. Lucrezia
- XLV. Chiomara
- XLVI. Ippona
- XLVI. Donne sicambri[47]
- XLVI. Virginia
- XLVIII. Claudia Ottavia
- XLVIII. Claudia Antonia
- XLIX. Atalia
- XLIX. Jezabel
- XLIX. Brunilde
- L. Griselda[44]
- LI. Fiorenza di Roma[48]
- LII. Moglie di Bernabò da Genova[49]
- LIII. Leena
- LV. Didone
- LVI. Medea
- LVII. Tisbe
- LVIII. Ero
- LIX. Ghismunda[50]
- LX. Elisabetta da Messina[51]
- LX. La dama di Fayel e il castellano di Coucy
- LX. Isotta
- LX. Deianira
- LXI. Giunone
- LXI. Europa
- LXI. Giocasta
- LXI. Medusa
- LXI. Elena
- LXI. Polissena
- LXIII. Claudia Quinta
- LXIV. Bianca di Francia
- LXVII. Paolina Busa
- LXVII. Marguerite d'Auneau, moglie di Bureau de La Rivière
- LXVIII. Isabella di Baviera
- LXVIII. Duchessa di Berry
- LXVIII. Duchessa d'Orleans
- LXVIII. Duchessa di Borgogna
- LXVIII. Contessa di Clermont
- LXVIII. Duchessa d'Olanda e contessa di Hainault
- LXVIII. Bonne de Bar, contessa di Saint Paul
- LXVIII. Anna d'Auvergne
- LXVIII. Anna di Borbone-La Marche

### Libro terzo
(Christine de Pizan, Città delle dame, p. 497)

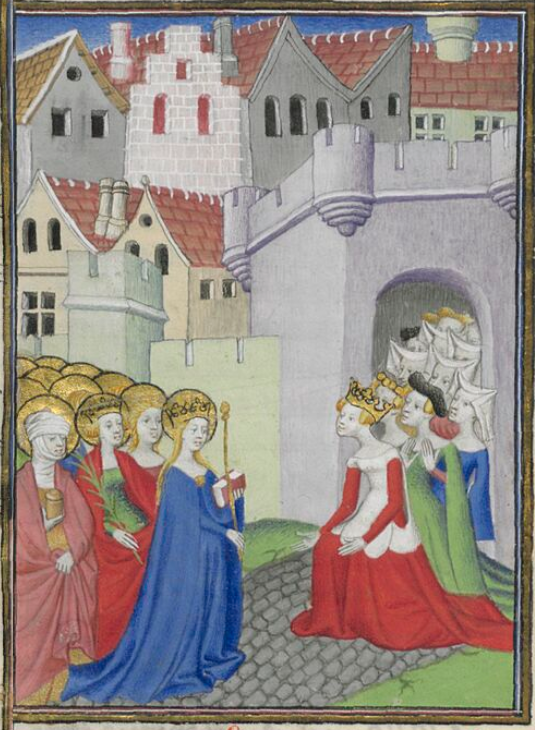
Christine de Pizan, La città delle dame, Libro terzo, Le dame accolgono la Vergine e le sante, Miniatura, Ms. BnF fr. 1178, (1413-1414)

Nel Libro terzo, dama Giustizia annuncia che il suo compito è quello di portare a risiedere nella città la Regina dei Cieli, "a capo del sesso femminile", accompagnata dalle sorelle, Maria Maddalena e dalle sante, perché regni su di essa e la governi. La accoglieranno le principesse, le dame e le donne virtuose. Protagoniste dei racconti sono le sante che subirono il martirio per aver difeso la loro fede.
Terminata la costruzione della città, fondata "per tutte le dame onorate, quelle del passato come del presente e del futuro", luogo di "difesa e vigilanza" contro i nemici e gli assalitori, Cristina invita tutte le donne ad essere umili, oneste e sagge, a vegliare contro i nemici del loro onore e della loro castità e a rifuggire gli inganni dei seduttori e degli adulatori.

#### Donne citate
Nel Libro terzo sono citate le seguenti donne:
- I. Vergine Maria
- II. Le sorelle della Vergine e Maria Maddalena
- III. Caterina d'Alessandria
- IV. Margherita di Antiochia
- V. Santa Lucia da Roma
- VI. Santa Martina
- VII. Santa Lucia da Siracusa
- VII. Santa Benedetta
- VII. Santa Fausta
- VIII. Santa Giustina
- VIII. Santa Eulalia
- VIII. Santa Macra di Reims
- VIII. Santa Fede
- VIII. Santa Marciana
- VIII. Sant'Eufemia
- IX. Santa Teodosia
- IX. Santa Barbara
- IX. Santa Dorotea
- IX. Santa Cecilia
- IX. Sant'Agnese
- IX. Sant'Agata
- X. Santa Cristina
- XI. Sante costrette ad assistere al martirio dei loro figli: santa Felicita, Giulitta, Blandina di Lione
- XII. Santa Marina
- XIII. Sant'Eufrosina
- XIV. Sant'Anastasia
- XV. Santa Teodota
- XVI. Santa Natalia di Nicomedia
- XVII. Afra di Augusta
- XVIII. Diverse donne che assistettero gli Apostoli e altri santi: Drusiana, Susanna di Limoges, Massimilla, Ifigenia, Elena di Adiabene, Plautilla, Basilissa

## Manoscritti
La Cité des dames è l’opera di Pizan di cui si possiede il maggior numero di manoscritti, ammontanti a circa una trentina e tutti risalenti al XV secolo: ventisette manoscritti e un frammento, conservati in biblioteche pubbliche, un manoscritto posseduto da privati, una traduzione fiamminga del 1475 di cui esiste solo un manoscritto.
La British Library custodisce il più importante manoscritto delle opere originali di Christine de Pizan, siglato MS Harley 4431; completato intorno al 1414 e conosciuto anche come "manoscritto della regina", comprende trenta testi in due volumi, tra cui la Cité des dames (vol. 2, 288c-374a, fogli 288c-374a, I: 48 capitoli; II: 69; III: 19), commissionati e posseduti da Isabella di Baviera, regina consorte di Francia.
Christine de Pizan per la loro stesura si servì di artisti fidati e ne condusse lei stessa la supervisione; li presentò alla regina, raccolti in dieci fascicoli, corredati da 132 miniature, la maggior parte delle quali dipinte dal Maestro della Cité des dames.
L'esemplare della Cité contenuto in questa raccolta è ritenuto di rilevante importanza perché con molta probabilità rappresenta la forma definitiva dell'opera come intesa dall'autrice, che si ipotizza abbia scritto e corretto personalmente; per questo è spesso proposto come manoscritto di base per le edizioni critiche, come quella italiana, detta Caraffi/Richards.
Tra le copie della Cité des dames custodite nelle biblioteche parigine, si distingue il manoscritto fr. 607, comprensivo di numerose altre opere di Pizan, databile tra il 1407 e il 1409 e ritenuto molto simile all'Harley 4431; conosciuto come "manoscritto del duca", era destinato al Luigi d’Orléans, ma fu acquisito dopo la sua morte da Giovanni di Valois, duca di Berry, nel cui inventario della biblioteca è stato registrato.
I manoscritti sopravvissuti non rappresentano un'unica, ma più versioni della Cité: variano per contenuto, per numero di miniature e di figure femminili trattate, per diversa successione dei capitoli ed errori differenti di trascrizione.
La scrittura delle opere di Pizan è stata attribuita a tre diversi copisti, designati con le lettere P, R e X: il copista (R) è stato identificato in P. de La Croix, X corrisponde invece alla stessa Pizan.

### Manoscritti originali. Ordine di datazione e versioni del testo

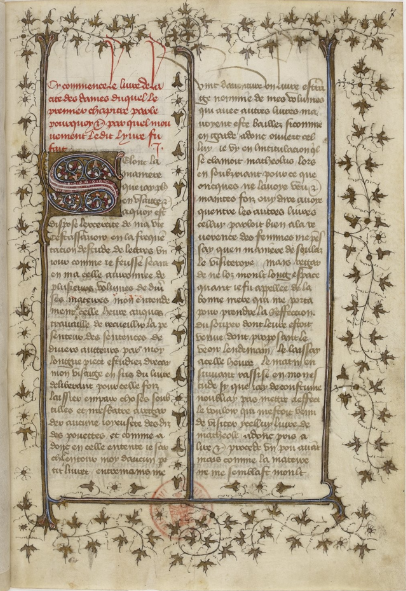
Christine de Pizan, Città delle dame. Inizio del Libro Primo. Ms. BnF. fr. 24293 (1405-1406)

I manoscritti originali, copiati quanto Pizan era in vita, sono otto e rappresentano un gruppo piuttosto omogeneo; il loro studio fornisce importante informazioni sulle scelte linguistiche e stilistiche dell'autrice e sull’evoluzione delle sue pratiche editoriali. La loro collocazione temporale e la loro successione cronologica hanno costituito un importante terreno di indagine per gli studiosi, giunti a formulare diverse ipotesi di datazione.
I primi studi effettuati sui primi testimoni, dal punto di vista filologico, codicologico e iconografico, risalgono agli anni settanta del Novecento e ne sono autrici Monika Lange (1974) e Maureen Cheney Curnow (1975): su di essi si sarebbero poi basate, per confutarli o confermarli, le ricerche successive.
Monika Lange, lavorando su sette manoscritti allora individuati, identifica due diverse versioni del testo: la prima, quella più antica, attribuita al Ms. Arsenal 2686 e al Ms. Parigi BnF. fr. 24293; la seconda, ritenuta una rielaborazione del primo testo, rappresentata dai rimanenti cinque: Parigi BnF, fr. 1179, Bruxelles Ms. 9393, Parigi Ms. BnF, fr. 607, Parigi Ms. BnF, fr. 1178, British Library, Harley 4431. Diversamente da Lange, Curnow assume come manoscritto di base il cosiddetto "manoscritto del duca", BnF, fr. 607.
Gli autori dell'Album Christine de Pizan, pubblicato nel 2012, hanno aggiunto alla lista precedente un altro manoscritto, ritenuto importante, un frammento conservato presso la Biblioteca universitaria di Leida e siglato LTK 181; hanno inoltre apportato alcune modifiche alla cronologia di Lange invertendo l'ordine dei primi e degli ultimi due manoscritti. In riferimento ai primi, l'originale più antico è stato ritenuto il Ms. Parigi BnF, fr. 24293, mancante di uno dei capitoli su Artemisia (quello riportato nel Libro primo, cap. 21 dell'edizione Caraffi/Richards), seguito dal Ms. Ars. 2686 e dal Ms. Parigi BnF, fr. 1179, il primo a ospitare una miniatura, posta all'inizio del Libro primo, e ad ampliare la conclusione finale con la richiesta della grazia divina anche per i lettori.
Per quanto riguarda gli ultimi due manoscritti in ordine di datazione, gli studiosi hanno anteposto il "manoscritto della Regina", British Library, Ms. Harley 4431, a quello di Parigi, Ms. BnF, fr. 1178. L'ordine di datazione completo proposto dagli autori di questo studio è il seguente:
1. Parigi, Biblioteca nazionale di Francia, Ms. BnF, fr. 24293[78][79]
2. Parigi, Bibliothèque de l'Arsenal, Ms. 2686[80][81]
3. Parigi, Biblioteca nazionale di Francia, Ms. BnF, fr. 1179[82][83]
4. Bruxelles, Biblioteca reale del Belgio, Ms. KBR 9393[84][85]
5. Parigi, Biblioteca nazionale di Francia, Ms. BnF, fr. 607[86][87] - Manoscritto del duca
6. Leida, Biblioteca universitaria, Ofr. fragment, LTK 1819[88]
7. Londra, British Library, Harley 4431 - Manoscritto della regina[89]
8. Parigi, Biblioteca nazionale di Francia, Ms. BnF, fr. 1178[90][91]

Nel loro lavoro, Gilbert Ouy, Christine Reno, Inès Villela-Petit hanno infine ritenuto che sette su otto manoscritti siano stati compilati da un unico scriba, definito con la sigla P, mentre l'esemplare Harley 4431 è stato attribuito alla stessa autrice, definita con la sigla X.
Andrea Valentini, in uno studio filologico genetico dei manoscritti pubblicato nel 2019, ha preso in considerazione tutti i ventisette manoscritti superstiti: gli otto, già esaminati nell'Album, prodotti probabilmente sotto la sua supervisione per essere offerti al committente, e i rimanenti, scritti dopo la sua morte e ritenuti di notevole importanza per la storia della circolazione e la ricezione dell'opera. Come esito della sua ricerca, ha proposto un nuovo ordine cronologico dei primi otto testimoni, progressivamente digitalizzati e messi a disposizione online dalle varie biblioteche che li possiedono, individuando la versione più antica nell'originale in possesso della Bibliothèque de l'Arsenal, Ms. 2686, seguito da quella posseduta dalla Biblioteca reale del Belgio, Ms. 9393, e dal "manoscritto del duca", Ms. BnF, fr. 607. La versione ultima e definitiva, precedente alla morte dell'autrice, viene ritenuta da Valentini il "manoscritto della Regina". Con riferimento all'ordine proposto da Ouy, Reno e Villela-Petit, la nuova successione sarebbe quindi: 2, 4, 5, 6, 1, 8, 3, 7.
Per quanto riguarda le versioni del testo, Valentini ne individua tre: la prima (V1) sarebbe rappresentata, come testimone più antico, dal Ms. BnF. fr. 2686; la seconda (V2), dal BnF, fr. 1179; la terza, che contiene ampie modifiche rispetto alle prime due, attribuibili ad un restauratore anonimo, comprenderebbe sei dei rimanenti diciotto manoscritti, quelli più tardi, prodotti dopo la morte di Pizan.
I diciannove manoscritti si trovano per la maggior parte a Parigi (uno alla Bibliothèque de l'Arsenal, Ms. 3182; sette alla Biblioteca nazionale di Francia: BnF, fr. 608, 609, 826, 1177, 1182, 24292, 24294), due a Città del Vaticano, alla Biblioteca Apostolica Vaticana (Pai. LaL 1966, Reg. Lat. 918); gli altri a Bruxelles, Chantilly, Ginevra, Lille, Londra, Monaco, New Heaven.

### Miniature

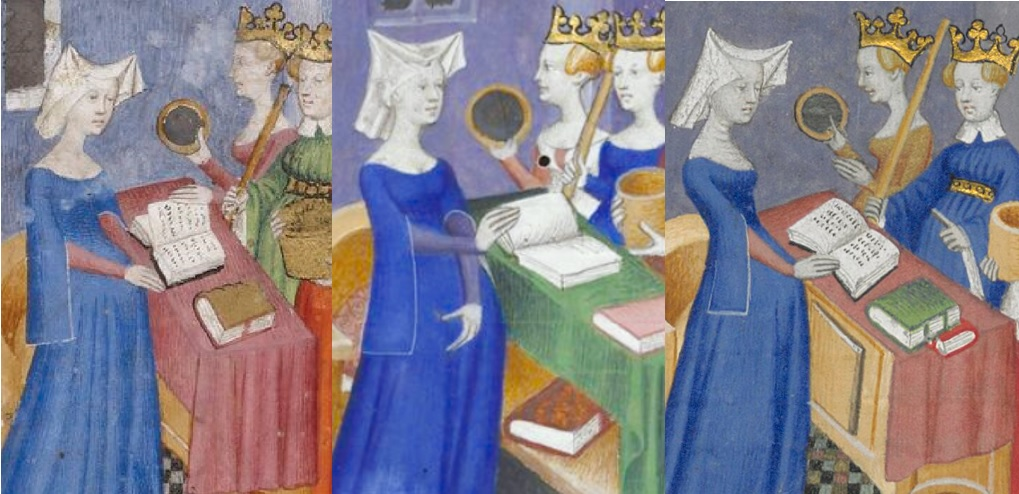
Cité des dames. Confronto della miniatura Costruzione della città in tre manoscritti: Ms. BnF, fr. 1179, Ms. KBR 9393, Ms. BnF, fr. 607

Christine de Pizan fu autrice anche dell'iconografia dei suoi manoscritti e diresse un atelier di copisti e miniatori ai quali dava precise istruzioni di realizzazione delle miniature che lei stessa ideava; le circa centocinquanta illustrazioni scelte per le sue opere testimoniano il suo interesse per la progettazione di cicli di immagini, la sua competenza e il suo talento.
Nella Cité il numero di miniature varia a seconda del manoscritto. Il Ms. BnF, fr. 24293, che molti studiosi considerano il testimone più antico, ne è privo, così come il Ms. fr. 2686, custodito presso la Bibliothèque de l'Arsenal, mentre il BnF, fr. 1179 è il primo conosciuto a presentare una miniatura a corredo del testo, la Costruzione della città, divisa in due scene di diversa larghezza collocate all'inizio del Libro Primo: a sinistra, Cristina con le tre dame e a destra una scena all'aperto, nella quale l'autrice, insieme a Ragione, avvia la costruzione delle fondamenta della città. Non vi è certezza che la miniatura qui introdotta possa essere considerata l'immagine-princeps, né si conoscono le ragioni delle successive differenze di esecuzione rilevabili nelle miniature degli altri manoscritti.
Il manoscritto di Bruxelles, KBR. 9393, è il primo dei manoscritti originali a presentare tre miniature, una all'inizio del ogni libro: l'apparizione delle tre dame e l'avvio di costruzione della città; l'ingresso delle dame nella città; le dame che accolgono la Vergine Maria e le sante. Tre miniature, con leggere modifiche, come colori e architettura, sono presenti anche nel manoscritti BnF, fr. 1178.
Secondo Inés Villela-Petit, autrice di uno studio iconografico sulle opere di Pizan, la prima illustrazione ideata dall'autrice per rappresentare la costruzione della città sarebbe "riprodotta fedelmente, con poche sfumature di colore e dettagli architettonici" nei manoscritti BnF, fr. 1179, Bruxelles, KBR, 9393, e BnF, fr. 607, datati rispettivamente intorno al 1406, 1407 e 1408 circa. Nei tre frontespizi di questi manoscritti Villela-Petit rileva, ad esempio, una diversa qualità del disegno, di colorazione degli abiti delle tre dame e della posizione del braccio sinistro di Christine (in tutti i manoscritti vestita di blu): in Ms. BnF 1179 il braccio si confonde con il rosa della tovaglia, mentre è disegnato con precisione in Ms. KBR 9393, più rifinito nei dettagli, ed è assente alla vista in Ms. BnF, fr. 607.
Diversamente dai rimanenti manoscritti originali, questi tre e il BnF, fr. 1178 hanno inoltre come particolarità l'estensione della miniatura su due colonne.
L'autore delle miniature presenti nei cinque manoscritti della Cité prodotti quando Pizan era in vita (BnF, fr. 1178, BnF, fr. 1179, BnF, fr. 607, KBR 9393 e il "manoscritto della regina" BL, Harley 4431), è un anonimo maestro miniatore, per il quale lo storico dell'arte Millard Meiss ha coniato il nome Maestro della Cité des dames.
Entrato al servizio di Pizan intorno al 1405 e rimastovi fino al 1414. produsse anche le miniature di altre opere di Pizan, come il Libro di tre Virtù e il Fais d’armes et de Chivalrie, per un totale di undici manoscritti, realizzati nel corso di circa dieci anni.
I manoscritti della Cité contengono anche numerosi altri elementi decorativi, come frontespizi, bordure, iniziali decorate, che Pizan ritenne particolarmente importanti nella presentazione della sua opera ai mecenati: ne è una riprova l'omaggio da lei rivolto ad Anastasia, miniaturista parigina molto esperta e apprezzata in città, citata nel Libro primo, e di cui ancora non si conosce l'entità dell'apporto nelle decorazioni della Cité.

### Traduzioni

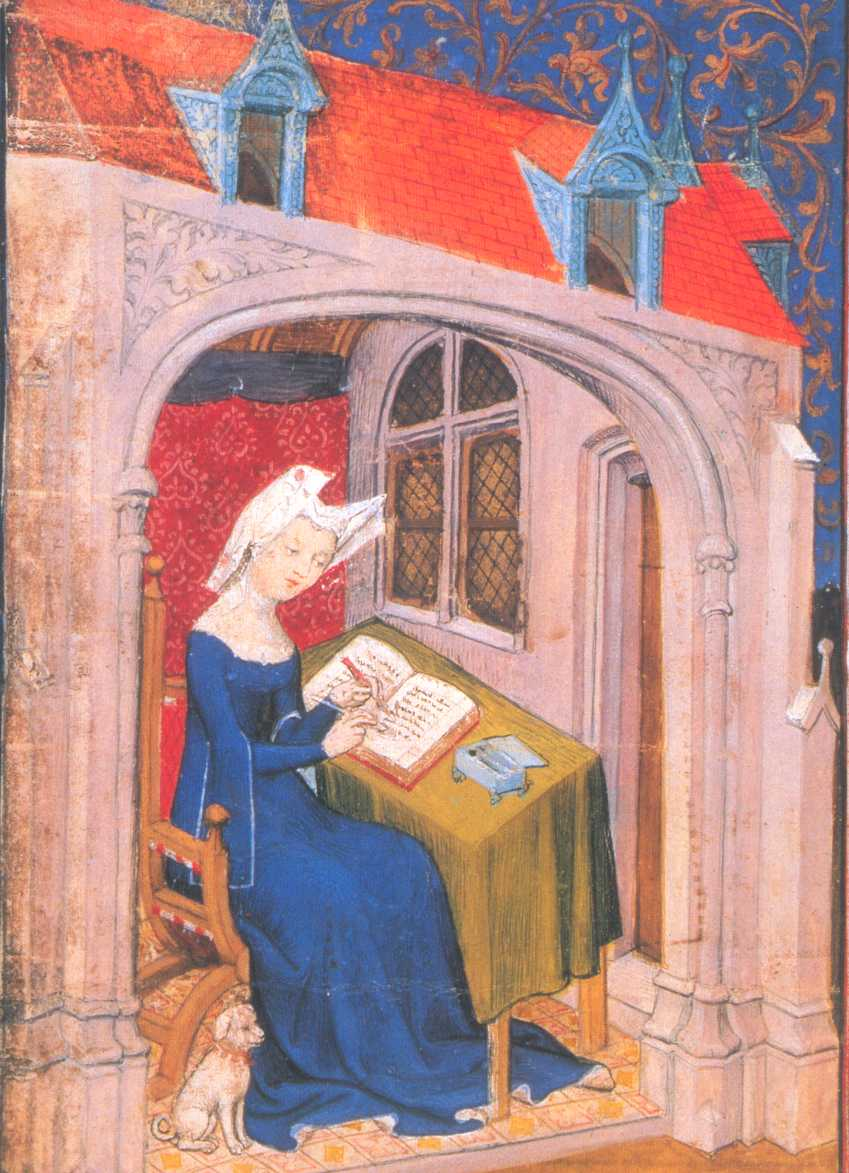
Città delle dame. Cristina mentre scrive il libro nella propria stanza. British Library, Ms Harley 4431

L'interesse per lo studio delle opere di Christine de Pizan si è manifestato piuttosto tardi, negli anni sessanta del Novecento, per poi fiorire nei decenni successivi con la produzione di un ampio numero di saggi, edizioni critiche, traduzioni.
In Gran Bretagna, dove i manoscritti delle opere di Pizan, compresa la Cité, erano disponibili nelle biblioteche reali già nel periodo dei Tudor, la prima traduzione de Le Livre de la Cité des dames dal testo originale è rappresentata dall'edizione a stampa di Brian Anslay in middle English pubblicata nel 1521 e commissionata da Richard Grey, terzo conte di Kent. Anslay probabilmente aveva avuto accesso ad un manoscritto in francese medio dell'opera di Pizan, disponibile nelle biblioteche reali, grazie alla sua posizione di amministratore e yeoman di Enrico VIII.
Bisogna attendere il 1982 per la prima traduzione del libro in inglese moderno, realizzata da Earl Jeffrey Richards e pubblicata a New York, utilizzando come manoscritto di riferimento l'Harley 4431. Da questa edizione è stata tratta la traduzione italiana curata da Patrizia Caraffi, pubblicata nel 1997. Nel 2005, per i tipi di Penguin è uscita un'altra edizione inglese della Cité, tradotta da Rosalind Brown-Grant e basata sul "manoscritto del duca", BnF fr. 607; una successiva, tratta dall'edizione a stampa di Brian Anslay del 1521, vede la luce nel 2024, a cura di Christine Reno e Karen Robertson.
Nel 1986 è stata pubblicata la prima edizione in francese moderno curata da Éric Hicks e Thérèse Moreau, basata sul Ms. BnF, fr 607 (“manoscritto del duca”) e sul “manoscritto della regina”, British Library, Harley 4431 come manoscritto di controllo. Nel 2023 è uscita l'edizione tradotta da Anne Paupert, con note di Claire Le Ninan, che ha assunto come manoscritto di riferimento il Ms. BnF, fr. 1178, ritenuto da Christine Reno il più recente, confrontandolo con altre varianti.
Altre traduzioni dell'opera, a partire dagli anni ottanta del Novecento, dopo l'edizione inglese di Richards (1982), sono quella olandese (1984), francese, tedesca (1986), catalana (1990), spagnola (1995), italiana (1997), slovena (1999), seguite, nel nuovo millennio, dalla traduzione in galiziano (2004), portoghese e svedese (2012), polacco (2022).

## Fonti

### Boccaccio

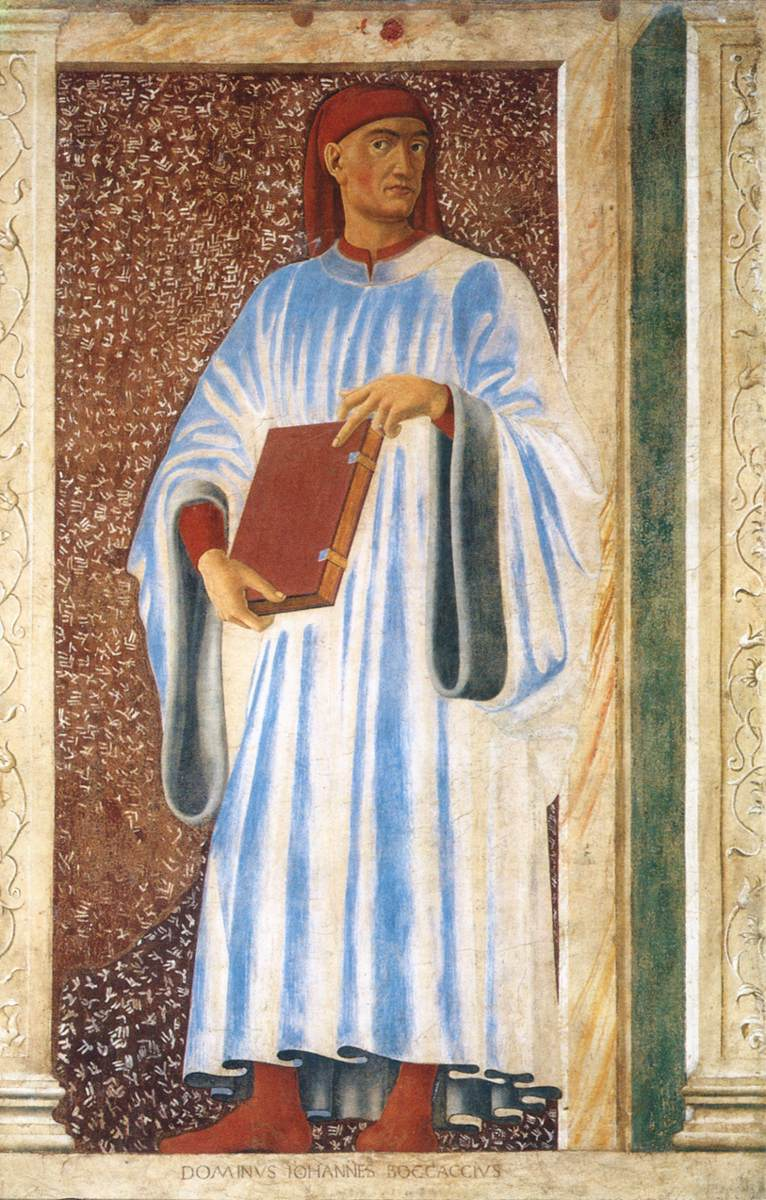
Giovanni Boccaccio, dal Ciclo degli uomini e donne illustri di Andrea del Castagno (ca. 1450)

La principale fonte di informazioni e profili biografici contenuti nella Cité, specie nei primi due libri, è il De mulieribus claris di Giovanni Boccaccio, scritto circa venticinque anni prima e che Pizan avrebbe potuto consultare sia nell'originale latino, sia in traduzione francese.
Si calcola che circa tre quarti dei personaggi femminili riportati nell'opera provengano dal De Mulieribus e in alcuni casi dal Decameron. Pizan nel suo libro cita diciannove volte il Certaldese, tuttavia non sempre i personaggi dichiaratamente presi in prestito vengono riportati fedelmente. I racconti che riguardano la moglie di Bernabò (Decameron, II, 9), Ghismonda (Decameron, X, 10) e Lisabetta (Decameron, IV, 5), ad esempio, sono stati riadattati dall'autrice per meglio porre in rilievo lo scopo morale della narrazione; quello delle "donne sicambri", "mogli dei Cimbri" presenti nel De Mulieribus, alla storia nazionale.
Le finalità dell'opera di Boccaccio e di Pizan sono diverse: il De mulieribus consiste in una galleria di donne famose, indipendentemente dal loro profilo morale: comprende sia donne virtuose, come Penelope, Lucrezia e Sulpicia, che "perniciose", come Medea, Flora e Sempronia.
Pizan propone solo donne esemplari per le loro buone azioni o virtù; esse hanno lo scopo di mettere in luce le influenze positive che il genere femminile ha avuto e continua ad avere nella società e di rimodellare continuamente le narrazioni originali, mettendo in discussione le loro connotazioni normative. Pizan trasforma in esempi positivi anche quelle donne, come Circe, Medea e Sempronia, che l'autore del De Mulieribus aveva additato per la loro malvagità: Medea, ad esempio, viene elogiata per le sue conoscenze erboristiche e le sue capacità di controllo sugli elementi naturali, mentre viene omessa l'uccisione dei figli di cui si è resa colpevole, così come di Semirade viene posto in secondo piano e giustificato l'incesto.
La stessa volontà di rilettura investe alcune figure femminili, riorganizzate in modo originale, che rompono gli schemi interpretativi contenuti nelle fonti classiche e rinascimentali da cui sono state tratte: Santippe, moglie di Socrate, viene indicata come esempio di devozione e di saggezza, e in pari modo altri racconti - come quello di Minerva e della "carità romana" - vengono rivisitati nella trama o nell'identità dei personaggi.
Mentre la scelta degli exempla in Boccaccio sembra seguire solo un ordine di esposizione cronologico, Pizan fa ricorso ad un modello di gerarchia morale, applicato alla stessa costruzione della città, le cui fondamenta sono rappresentate dalle guerriere e dalle inventrici, mentre le sante e le martiri concludono l'opera; una gerarchia rapportabile alla definizione aristotelica di filosofia pratica: "politica (l’individuo in relazione allo Stato); economia (l'individuo in relazione alla famiglia); ed etica (l'individuo come individuo)".
Un'altra differenza sostanziale consiste nella tipologia di donne trattate: nel De Mulieribus Boccaccio sceglie di concentrare l'attenzione sulle donne pagane, su figure tratte dalla mitologia o dalla tradizione classica, escludendo la storia sacra (sono citate, oltre ad Eva, solo il personaggio biblico di Atalia, la Papessa Giovanna e Irene, imperatrice di Costantinopoli) e include solo alla fine del libro due donne a lui coeve (Camiola, Giovanna I). La città ideata da Pizan è abitata da pagane, ebree, cristiane, chiamate "dame" per la loro nobiltà d'animo e non per la loro nascita: la virtù sta alla base della loro identità e della loro uguaglianza. L'autrice estende i suoi esempi a sante e martiri, pone a governo della città la Vergine Maria e incorpora numerosi soggetti femminili della contemporaneità.
Infine, diversamente dalla visione della storia come processo di declino e successione di umani vizi presente nel De Viris di Petrarca e nel De Mulieribus di Boccaccio, nella Cité prevale la prospettiva di progresso, rappresentata dalle donne che nel passato e nel presente si distinguono per le loro virtù e il loro ingegno, apportando un contributo positivo e significativo allo sviluppo della civiltà.

### Altre fonti e riferimenti letterari

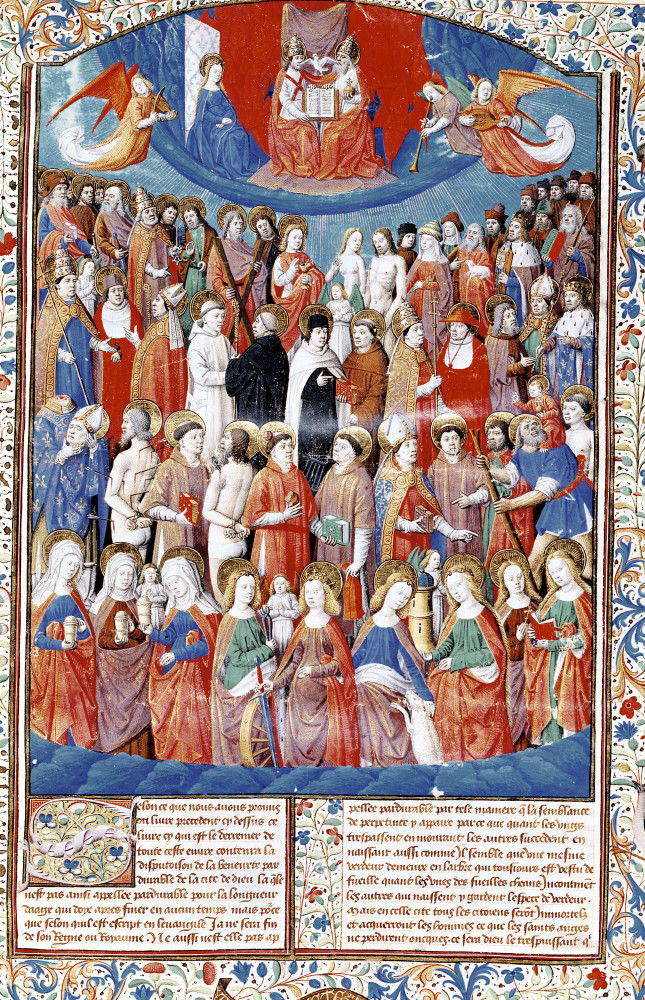
Paradiso, da La città di Dio, Ms 246 f. 406r

Se la prima e la seconda parte mostrano il loro debito principalmente con il De Mulieribus e il Decameron di Boccaccio, la terza ricava diversi riferimenti da Le miroir historial di Jean de Vignay (1333), traduzione francese delle parti storiche dello Speculum Maius, un'enciclopedia di Vincenzo di Beauvais iniziata dopo il 1240, e dalla Legenda Aurea di Jacopo da Varazze.
Altri fonti secondarie sono l'Histoire ancienne jusqu’à César, opera del XIII secolo ritenuta uno dei capisaldi della storiografia vernacolare francese, l'Historia Langobardorum di Paolo Diacono, l'Ovide moralisé, le Chroniques de saint Denis e Les Miracles de Nostre Dame.
La De consolatione philosophiae di Boezio e la Divina Commedia di Dante potrebbero essere stati assunti come modello per la struttura della Cité: Ragione, Rettitudine e Giustizia svolgono una funzione simile a quella di Filosofia nel testo di Boezio, e il ruolo di Cristina come loro discepola riecheggerebbe quello di Dante con Virgilio. Secondo altri autori l'influsso di Dante sarebbe avvertibile nella figura delle tre Dame, ravvicinabili alle tre donne - la Vergine Maria, Beatrice e Lucia - che salvano Dante nell'Inferno (Canto II), o alle tre figure allegoriche - Drittura, Larghezza e Temperanza - evocate nelle Rime.
Il titolo dell'opera, inoltre, è stato interpretato come un riferimento alla Città di Dio di sant'Agostino, perfetta ed eterna, fortezza eretta contro l'eresia, come quella costruita da Pizan, fondata su una comunità ideale tenuta insieme dalla ricerca della virtù, e nello stesso tempo baluardo contro gli oppositori del genere femminile, edificata "per combattere la barbarie che ai suoi occhi era il destino riservato alle donne". Un riferimento esplicito alla Città di Dio agostiniana è la citazione che apre il Libro terzo, a commento dell'avvenuto completamento del processo di costruzione della città: "Gloriosa dicta sunt de te, Civitas dei", un prologo ispirato alla dottrina cristiana e ad un modello teologico di cui Pizan potrebbe essersi servita per rafforzare la propria autorialità, depotenziando gli attacchi degli scrittori misogini.

## Temi

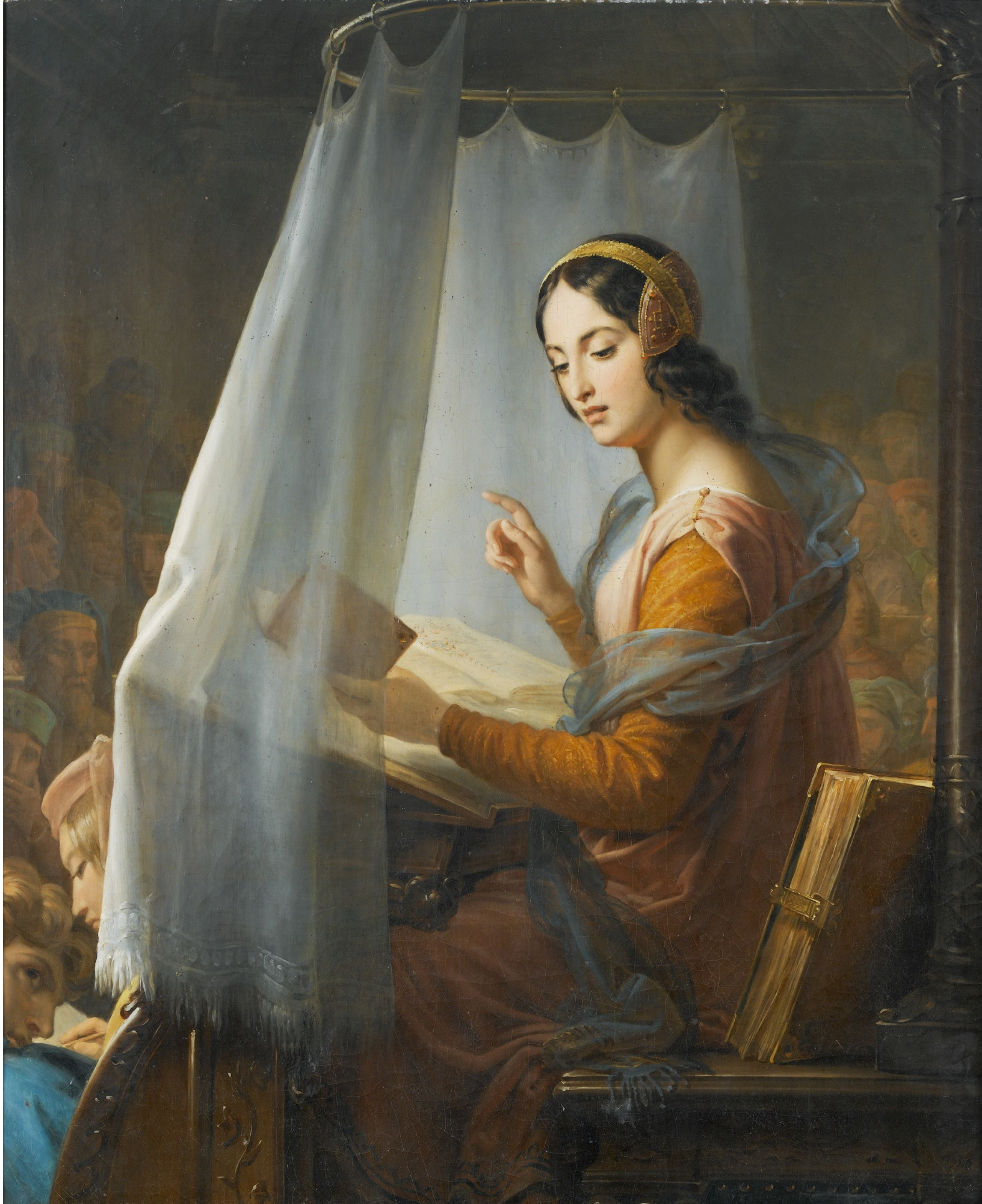
La giurista bolognese Novella d'Andrea, citata nel Libro secondo della Cité, in un dipinto di Marie-Éléonore Godefroid

I temi su cui Christine e le tre dame discutono, con l'intento di confutarli evidenziandone l'inconsistenza e la falsità, riguardano gli stereotipi e i pregiudizi, largamente presenti nella letteratura misogina, intorno alla natura e alle caratteristiche del sesso femminile, alle capacità intellettive possedute dalle donne, reputate in molti testi della tradizione inferiori a quelle degli uomini; altrettanto discussi sono il valore del matrimonio, della castità e della fedeltà coniugale. Di notevole modernità è la questione posta della violenza subita dalle donne all'interno della famiglia e la contestazione dell'idea maschile dello stupro come risposta agli atteggiamenti complici, compiacenti e invitanti delle donne. Secondo Quillingam, attraverso questa denuncia Pizan ribalterebbe il voyeurismo delle storie di violenza contro le donne di Boccaccio, dando spazio e voce pubblica alle vittime.
A questi temi Pizan aggiunge altri argomenti di riflessione, nella prospettiva non solo di combattere i diffusi cliché, affermando la dignità e il valore delle donne, ma anche di indicare una possibilità di miglioramento della condizione femminile. Il tema dell'istruzione e dell'accesso alla conoscenza va di pari passo con la costruzione e la messa in luce di una genealogia femminile che comprende un lungo elenco di figure del passato e del presente che si sono distinte nelle lettere, nelle arti, nell'ingegno; le donne evocate nei primi due libri dimostrano di possedere uguali capacità di apprendimento degli uomini, portando l'autrice a considerare che se fin da bambine tutte le donne potessero avere accesso all'istruzione e fossero sottratte al confinamento domestico, potrebbero eguagliare il genere maschile e apportare un beneficio a se stesse e alla società. Secondo l'autrice la loro esclusione dalla conoscenza e dall'accesso ai beni paterni e alla proprietà, risponde a motivi culturali e non trova ragione nella loro biologia.
Il progetto del libro è quello di dimostrare che le donne sono degne quanto gli uomini, che il loro contributo nella sfera politica, culturale, spirituale e pratica è indispensabile e che il progresso della civiltà umana richiede uno sforzo di collaborazione tra i sessi che i pregiudizi e la sfiducia nei confronti del genere femminile rendono difficoltoso, ostacolando il progresso delle attività umane.

### Femminismo di Pizan
La collocazione e lo status di Pizan nella storia del femminismo sono stati oggetto nel decenni a cavallo tra il XX e il XXI secolo di un dibattito tra gli studiosi dal quale sono emerse posizioni diverse, a volte contrapposte; ai sostenitori di Pizan come pioniera dei diritti delle donne, elogiata per aver sfidato l’ideologia misogina dominante nella sua epoca, si sono contrapposti coloro che l'hanno criticata per il suo conservatorismo in ambito sociale e politico; altri hanno evidenziato l'anacronismo nell'uso del termine "femminismo" per valutare il pensiero di un'autrice medievale.
In un suo saggio del 2013 Andrea Valentini ha proposto di definire quello di Pizan “femminismo dell’onda zero” per differenziarlo dalle successive ondate femministe dei secoli XIX e XX, caratterizzate da richieste politiche; il pensiero "femminista" dell'autrice della Cité si concentrerebbe invece sulla rivendicazione della dignità e sulla qualità morale delle donne.

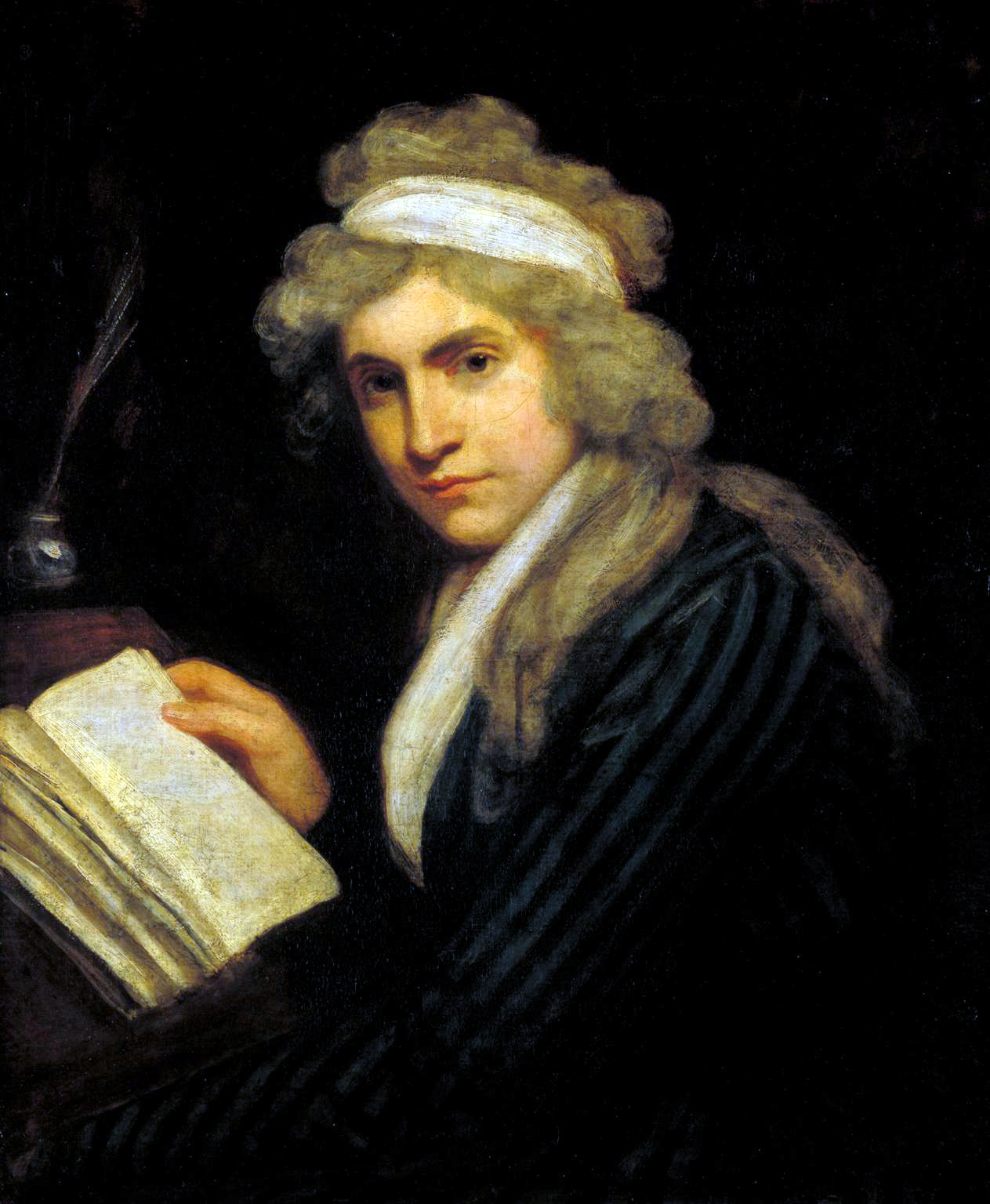
Mary Wollstonecraft, una delle pioniere del femminismo britannico

La definizione di Pizan come protofemminista, paladina dei diritti delle donne, "precorritrice" e "teorica del femminismo moderno" risale ai primi del Novecento e si trova in due studi accademici, quello di Rose Rigaud del 1911 (ristampato nel 1973) e di Leon Abensour del 1923; prosegue in diverse storie del femminismo francese, come quella di Jean Rabaut pubblicata nel 1978, in cui Pizan è definita "la prima femminista conosciuta".
Nel decennio successivo altri studi, specie in ambito statunitense, come quelli di Angela Lucas e di Joan Kelly, confermano questa valutazione; Kelly, in particolare, colloca la Cité come l'opera di avvio degli women studies, per il suo contenuto di denuncia della cultura maschile volta a cancellare la presenza e il valore delle donne nella storia: la "querelle des femmes", il dibattito innescato da Pizan e durato quattro secoli, viene definita da Kelly "il veicolo attraverso il quale si evolse la maggior parte del pensiero femminista iniziale".
Anche nell'edizione inglese della Cité del 1982, la prima dopo quella del 1521, Jeffrey Richards definisce l'opera "una storia universale della donna", evidenziando la centralità che il femminismo riveste nel pensiero di Pizan, da lui ritenuta "una rivoluzionaria"; il femminismo dell'autrice si manifesterebbe principalmente nella "dedizione totale" che l'autrice rivolse "al miglioramento della vita delle donne e all’alleviamento delle loro sofferenze” e nella rottura operata con la tradizione storiografica precedente, al fine di rileggere e riscrivere la storia "dal punto di vista delle donne".
Sull'aspetto dell'innovazione storiografica si esprimono anche Rosalind Brown-Grant e Patrizia Caraffi, sottolineando come Pizan non si sia limitata a prendere la difesa delle donne, ma abbia offerto una visione della storia alternativa a quella della tradizione, "mai narrata prima", basata sulla ricostruzione di una genealogia femminile e sulla valorizzazione e ridefinizione del contributo femminile alla costruzione della civiltà e della cultura. L'affermazione dello status storico delle donne come "autentici soggetti della storiografia", secondo Eleni Stecopoulos e Karl D. Uitti, ha prodotto implicazioni di vasta portata nel dibattito sulle figure femminili, il loro posto nella società e nella scienza della storia.
Un primo dichiarato distacco da queste posizioni che pongono in primo piano il femminismo di Pizan, si registra in alcuni saggi di Sheila Delany pubblicati nel corso degli anni settanta ed ottanta del Novecento, generatori di un vivace dibattito nell'ambito degli women studies; in questi interventi la studiosa statunitense, pur condividendo l'affermazione di Simone de Beauvoir secondo cui Pizan "è stata la prima donna a prendere in mano la penna in difesa del proprio sesso", ne contesta l'immagine di rivoluzionaria, femminista radicale, una "Mary Wollstonecraft medievale", ritenendola frutto di un errore di sopravvalutazione e raccomandando una maggiore cura nella selezione delle "madri a cui desideriamo ripensare". Sostenendo che nell'epoca in cui l'autrice visse, un periodo di fervore sociale e politico, per le donne non fosse "né impossibile né insolito" esprimere il proprio dissenso dalle norme ricevute, Delany giudica le opere di Pizan, "cortigiana e straniera", convenzionali nella prosa, "noiosa e burocratica", e nei contenuti, rivelatori di un notevole conservatorismo politico, in retroguardia rispetto al pensiero sociale del tempo.

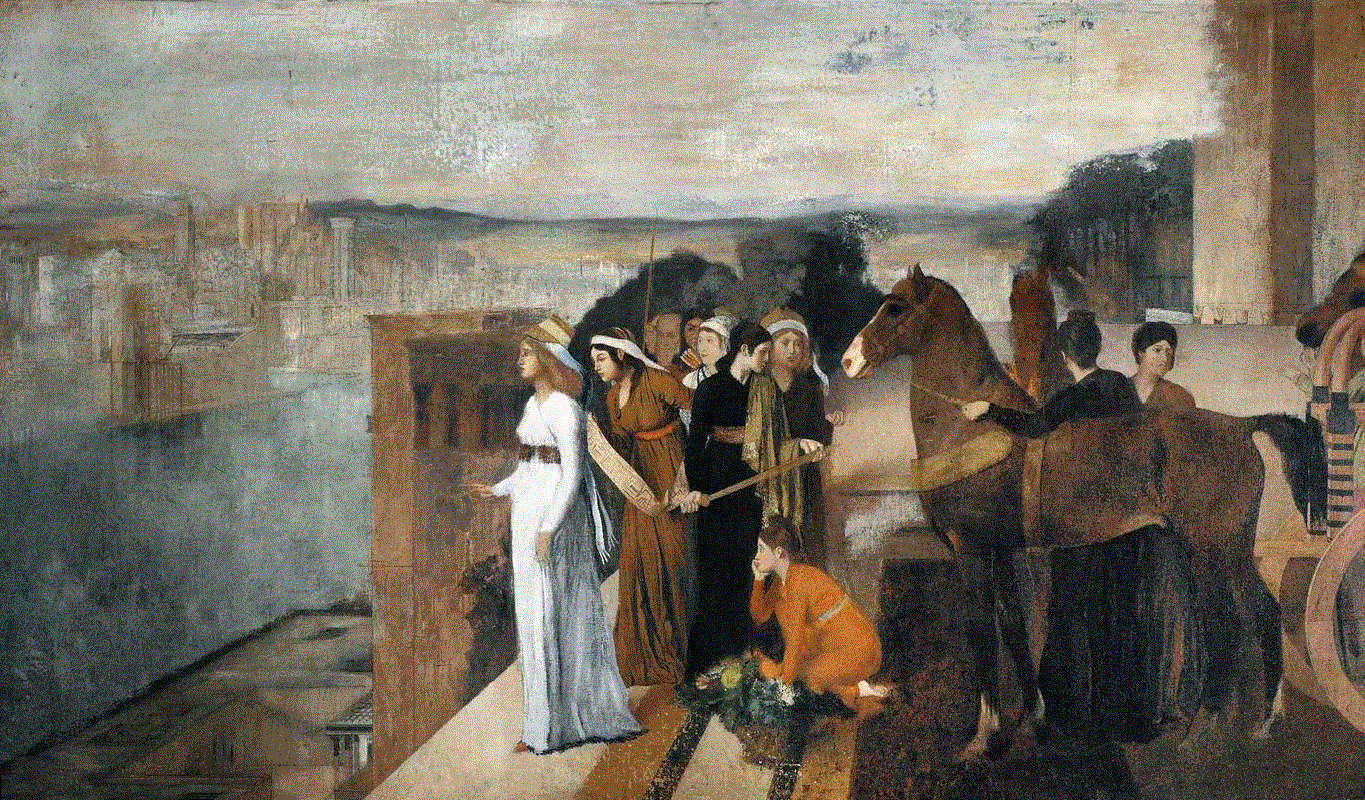
Semiramide alla costruzione di Babilonia, dipinto di Edgar Degas, 1860-1862

Riferendosi alla difesa delle donne promossa da Pizan, la medievalista statunitense ricorda come le donne della Cité elette a modello di coraggio, intelligenza e prudenza femminile comprendano dee, guerriere, regine, studiose e nobildonne, mentre, ad eccezione della miniaturista Anastasia, brillano per la loro assenza esempi di donne lavoratrici, borghesi o artigiane, sebbene tali figure rivestissero un ruolo preminente nella vita sociale medievale. Timido, secondo Delany, sarebbe anche il sostegno di Pizan alla causa dell'istruzione femminile; evocato per dimostrare il possesso di eguali capacità intellettive tra i sessi, già sostenuto dalla chiesa, esso non avrebbe compreso il diritto di accesso alla conoscenza per tutte le donne, non essendo ritenuto necessario, in tutta la sua portata, per le appartenenti alle classi inferiori, alle quali veniva richiesto solo l'assolvimento dei doveri assegnati al loro status sociale. Pizan, conclude Delany, non deve essere considerata né una riformatrice né una protofemminista, ma, nella migliore delle ipotesi, "una figura contraddittoria, ammirevole per certi aspetti deplorevole per altri".
Uno studio pubblicato da Maureen Quilligan nel 1991, collocabile tra i sostenitori della radicalità del femminismo di Pizan, rappresenta un'ulteriore o originale lettura del suo pensiero, ritenuto anticipatore dei principi della teoria femminista post-strutturalista. Focalizzando l'attenzione sull'immagine domestica di apertura della Cité in cui l'autrice, dopo aver iniziato a leggere per diletto il libro di "un tale Mateolo", viene interrotta dalla madre che la chiama a cena, la studiosa statunitense pone al centro della sua indagine le relazioni tra maternità, femminilità e scrittura, tradizione orale femminile e tradizione scritta maschile. La rilettura positiva di Semiramide, costruttrice di città e posta come prima pietra della Cité nonostante la riprovazione riservatale dalla tradizione maschile a causa del suo matrimonio incestuoso con il figlio, e difesa da Pizan con l'affermazione che il suo incesto ha preceduto la legge scritta, viene interpretata da Quillingan come il dato che l'autorità femminile poggerà "su basi alternative a una tradizione testuale meramente scritta". La snaturalizzazione del tabù dell'incesto e la minimizzazione dell'importanza dell'ansia di castrazione, secondo Quillingan rendono quest'opera un' "anticipazione delle critiche femministe moderne alle teorie freudiane sul complesso edipico e sulla sessualità femminile".